# Фінса ель Параїсо
Фінса Ель Параїсо (ісп. Finsa el Paraiso) — водоспад на північному березі озера Ізабаль між Ель Естор та Ріо Дульсе. Водоспад розміщується на території ферми з такою ж назвою. Має висоту 12 метрів. Сам термальний водоспад являє собою потоки гарячої води, що впадаючи в озеро, змішуються із холодними течіями.

## Опис
Висота падіння води 12 м, кількість каскадів — 1.